# Sepmes
Sepmes – miejscowość i gmina we Francji, w Regionie Centralnym, w departamencie Indre i Loara.
Według danych na rok 1990 gminę zamieszkiwało 598 osób, a gęstość zaludnienia wynosiła 21 osób/km² (wśród 1842 gmin Regionu Centralnego Sepmes plasuje się na 606. miejscu pod względem liczby ludności, natomiast pod względem powierzchni na miejscu 378.).